# Klaus Weiß (Bauingenieur)
Klaus Weiß (* 2. Juli 1932 in Berlin; † 22. Februar 2009) war ein deutscher Bauingenieur für Geotechnik, der lange  Jahre die Degebo in Berlin leitete.

## Leben
Weiß machte 1949 sein Abitur am Rheingau-Gymnasium in Berlin und machte danach eine Lehre als Stahlbau-Schlosser bei Krupp. 1952 bis 1958 studierte er Bauingenieurwesen an der TU Berlin mit dem Diplom-Abschluss in konstruktivem Ingenieurbau. Danach ging er zur Degebo unter Heinz Muhs, wo er sich der Geotechnik zuwandte. Unter anderem war er an der Neuauflage des Handbuchs für geotechnische Felduntersuchungen von Edgar Schultze und Muhs beteiligt. 1974 wurde er bei Schultze an der RWTH Aachen promoviert. 1976 wurde er als Nachfolger von Muhs Leiter der Degebo, was er bis zu seinem Ruhestand 1997 blieb. Er war als Sachverständiger an vielen Bauprojekten in Berlin und auch im arabischen  Raum beteiligt. Im Ruhestand zog er nach Bayern (Starnberg).
Bei der Degebo befasste er sich insbesondere mit dem Tragverhalten von Flachgründungen mit zahlreichen Großversuchen am Schwerbelastungskörper zum Grundbruch, was auch wesentlich Eingang in die entsprechende DIN 4017 fand. Ein weiteres Forschungsgebiet war das Tragverhalten bei der Herstellung mit Bentonit-Suspension gestützter Bohrpfähle.
Er war im Arbeitsausschuss Berechnungsverfahren der DGGT und zeitweise stellvertretender Vorsitzender des Normenausschusses Bau der DIN.